# Taylor Dayne
Taylor Dayne, vlastním jménem Leslie Wunderman (* 7. března 1962 Baldwin, New York), je americká zpěvačka, herečka a tanečnice.

## Kariéra
Do povědomí lidí se Taylor zapsala koncem 80. let, kdy rozjela svou hudební kariéru a na začátku roku 1990 už okupovala přední příčky hitparád. V USA i jinde na světě patří dodnes k velmi oblíbeným interpretkám.
Profesionálnímu zpěvu se začala Taylor věnovat po dokončení studia na střední škole, kdy začala zpívat v rockových kapelách Next a Felony. Nicméně ani jedna z kapel neprorazila, proto se po skončení vysoké školy vydala na dráhu sólové zpěvačky. Smlouvu podepsala u nahrávací společnosti Arista Records a svou první píseň nazvanou Tell It To My Heart vydala v roce 1988. Píseň se dostala na první místo v hitparádách mnoha zemí, včetně Německa.
V USA se nejznámější písní stal singl Love Will Lead You Back.
Nedávno Taylor vystoupila po boku Eltona Johna ve prospěch nadace We Are Family Foundation. Jako herečka hrála na broadway v divadle v muzikálu Eltona Johna Aida. Zahrála si i ve filmu a to konkrétně ve snímcích Fool’s Paradise (1997) nebo Stag.
Celkově během své kariéry prodala více než 25 milionů kusů alb a 50 milionů kopií singlů.

## Alba
- Tell It To My Heart (1987)
- Cant Fight Fate (1989)
- Soul Dancing (1993)
- Greatest Hits (1995)
- Naked Without You (1998)
- Performance (1999)
- Master Hits: Taylor Dayne (1999)
- The Best of Taylor Dayne (2002)
- Platinum & Gold Collection: Taylor Dayne (2003)
- Whatever You Want/Naked Without You (2005)
- Cant Get Enough of Your Love (2006)